# Kikihia ochrina
Kikihia ochrina är en insektsart som först beskrevs av Walker 1858.  Kikihia ochrina ingår i släktet Kikihia och familjen cikador. Inga underarter finns listade i Catalogue of Life.